# Szórád Márton
Szórád Márton (Révkomárom, 1797 – 1849. július 6.) magyar csizmadia, parasztfelkelő.

## Élete
1797-ben született a ma Szlovákiához tartozó Révkomáromban. Fiatalon a csizmadia mesterséget tanulta ki, majd mint céhes vándorlólegény, több vidéken is megfordult, ennek során került 1820 körül Dunapentelére. Utóbbi helyen le is telepedett, később kis házat vásárolt, és családot is ott alapított, 1833. november 26-án feleségül véve egy helyi kisparaszt lányát, Moravetz Erzsébetet.
1836-ban egy ízben Pesten járt, ahol hozzájutott az 1832-1836 között meghozott törvények magyar nyelvű (akkor még csak kis számban publikált) kiadványának egy példányához. Ennek olvasása közben figyelt fel arra a kitételre, mely szerint jogos sérelmek esetén a jobbágyságnak és a zsellérségnek lehetősége van egységes fellépésre földesuraikkal szemben. Hazatérve kitárgyalta az olvasottakat néhány sorstársával, majd együtt elhatározták, hogy elmennek a jegyzőhöz és engedélyt kérnek a jogszabály felolvasására a község lakosságának teljes nyilvánossága előtt.
A jegyző kelletlenül megadta az engedélyt a törvény nyilvános felolvasására, ami még aznap, 1836. december 4-én délután meg is történt, mintegy 300 paraszt jelenlétében. A hallottak hatására a jelenlévők annyira fellelkesültek, hogy földosztást követeltek, és el akarták foglalni a községházával szemben lévő Mondbach-kastélyt. Ennek hírére a vármegye másnap katonaságot küldetett a helyszínre, Modrovich Ignác alszolgabíró pedig intézkedett a hangadók megbüntetéséről.
Szórádot és egy társát lázításért letartóztatták, mások fogdába kerültek vagy 6–24 botütést kaptak. A vármegyei törvényszék elé hét „vasban álló lázító” ügye került, és az 1837. április 21-i tárgyalási nap végén Szórádot két évi szabadságvesztésre ítélték, valamint mellékbüntetésként negyedévente 25-25 botütéssel is büntetni rendelték. További sorscsapást jelentett a számára, hogy a büntetésének letöltését követő időszakban, himlőjárvány következtében hat gyereke közül hármat is elvesztett, majd 45 évesen a felesége is meghalt. Élete utolsó éveit visszavonultan töltötte, nem kapcsolódott be az 1848-as eseményekbe sem. 1849. július 6-án hunyt el.

## Emlékezete

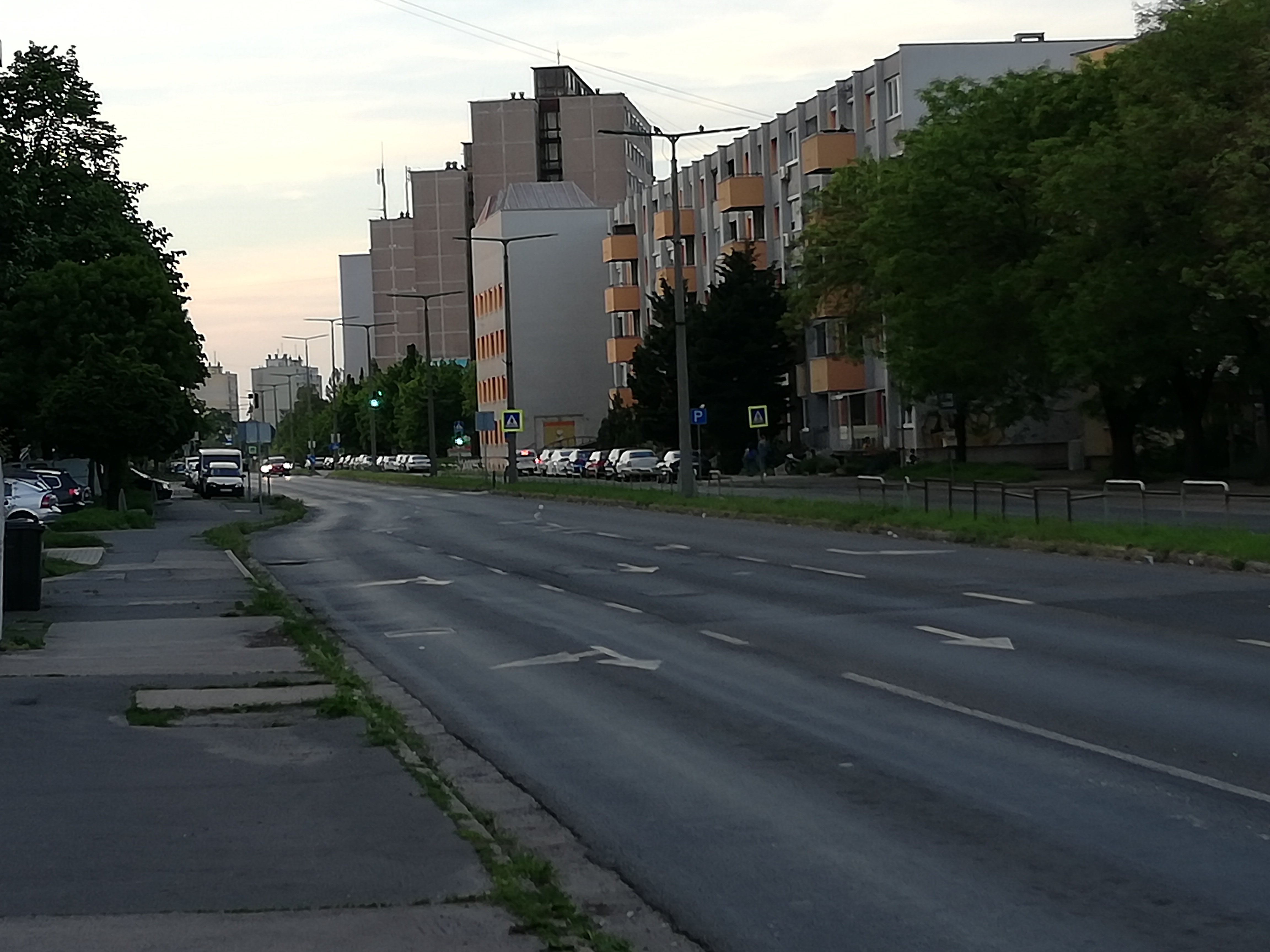
A Szórád Márton út Dunaújvárosban

- 1952. május 1-jén róla nevezték el az egykori Dunapenteléből létrejött Dunaújváros egyik sugárútját
- Korabeli sajtóhírek szerint az emlékére szobor állítását is tervezték, a dunaújvárosi Dózsa György út és a Szórád Márton út kereszteződésénél kialakítani kívánt téren, ez azonban – ismeretlen okból – mégsem valósult meg.